# Liga Nacional de Guatemala 1968/69
In 1968/69 werd het zeventiende profseizoen gespeeld van de Liga Nacional de Guatemala, de hoogste voetbalafdeling van Guatemala. Comunicaciones werd kampioen.

## Eindstand
| Plaats | Club           | Wed. | W  | G | V  | Saldo | Ptn. |
| ------ | -------------- | ---- | -- | - | -- | ----- | ---- |
| 1.     | Comunicaciones | 27   | 19 | 7 | 1  | 74:24 | 45   |
| 2.     | Aurora         | 27   | 19 | 6 | 2  | 52:17 | 44   |
| 3.     | Xelajú MC      | 27   | 12 | 7 | 8  | 50:25 | 31   |
| 4.     | Pepsi Cola     | 27   | 11 | 8 | 8  | 37:41 | 30   |
| 5.     | Tip Nac        | 27   | 10 | 8 | 9  | 37:43 | 28   |
| 6.     | Suchitepéquez  | 27   | 9  | 5 | 13 | 43:43 | 23   |
| 7.     | Universidad    | 27   | 7  | 8 | 12 | 32:40 | 22   |
| 8.     | Municipal      | 27   | 6  | 8 | 13 | 29:53 | 20   |
| 9.     | RGM Escuintla  | 27   | 6  | 6 | 15 | 24:49 | 18   |
| 10.    | Ron Botrán     | 27   | 1  | 7 | 19 | 28:71 | 9    |

|  | Kampioen   |
|  | Degradatie |

### Kampioen
| Liga Nacional de Guatemala de 1968/69 |
| Guatemala                             |
| ------------------------------------- |
| COMUNICACIONES Kampioen (4° titel)    |